# Gustav Neidlinger
Gustav Neidlinger (Mogúncia, 21 de março de 1910 — Bad Ems, 26 de dezembro de 1991) foi um baixo-barítono alemão.
Estudou em Frankfurt e fez sua estréia em 1931 em sua cidade natal, Mogúncia. Sua interpretação do papel de Alberich na ópera Der Ring des Nibelungen foi celebrada em todo o mundo. Cantou no Festival de Bayreuth entre 1952 até 1975.